# 雷神庙战斗

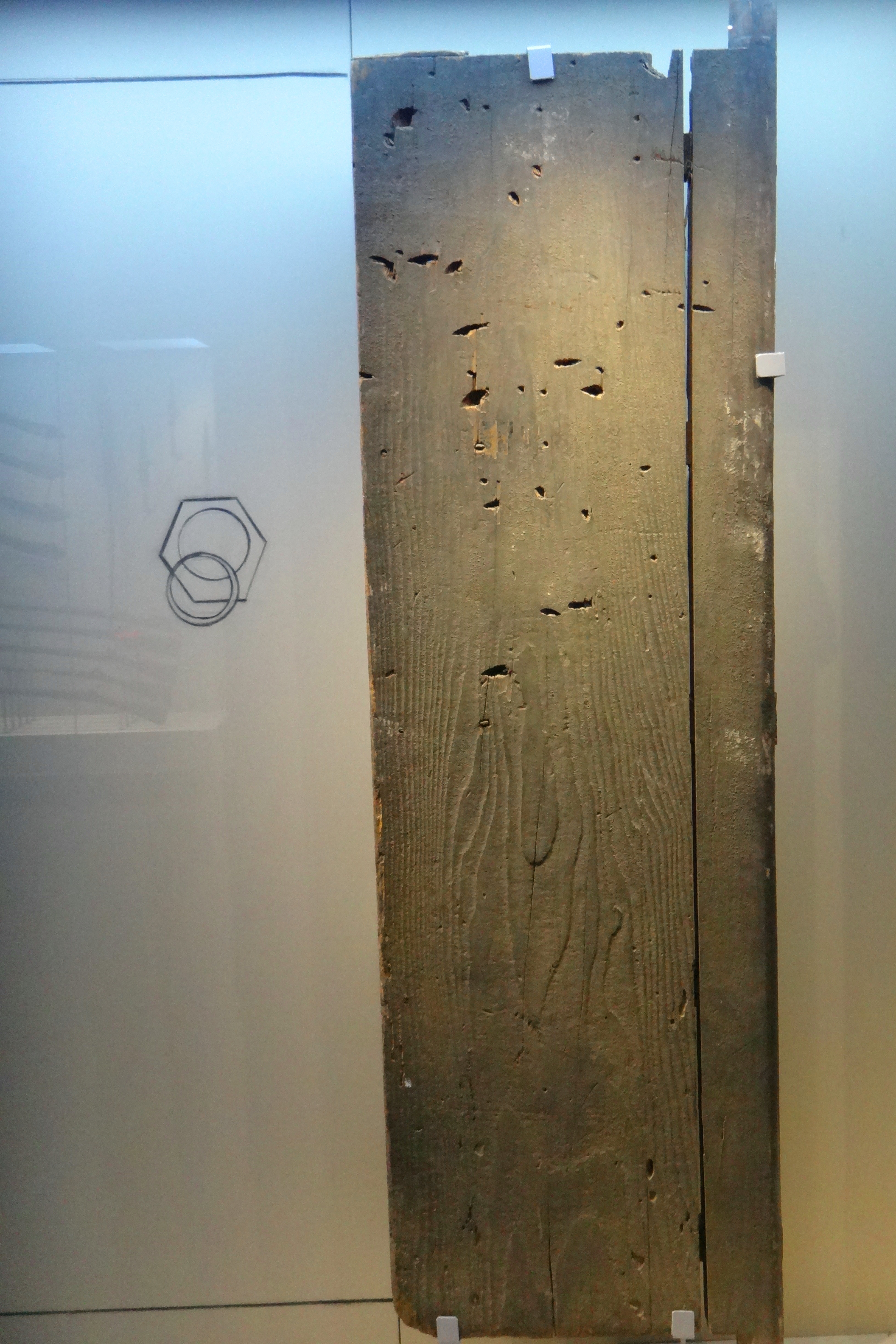
雷神庙战斗后保留下来的庙门门板，上面留有累累的弹痕

雷神庙战斗，于1938年2月13日在山东省牟平县爆发的中国共产党抗日武装与侵华日军之间的一场战斗，交战双方为山东人民抗日救国军第三军和日军驻烟台海军陆战队。第三军攻占牟平后徹至县城东南的雷神庙，遭到驻烟台日军的包围，虽然第三军司令理琪牺牲，但庙内部队最后在牟平县保安大队的策应下突围。此战第三军共毙伤日军50余人，有“胶东抗日第一枪”之称。

## 背景
随着芦沟桥事变后抗日民族统一战线的形成，被国民政府山东当局羁押的中共胶东特委书记理琪在1937年11月被保释出狱。理琪出狱后于12月15日奉中共山东省委的指示返回胶东工作，回到了胶东特委驻地威海市文登县天福山乡于家沟。经过特委扩大会议讨论，决定以“一一·四”暴动后所剩下的武装游击队为基础，建立一支由中国共产党独立领导的胶东人民抗日武装，并在天福山举行抗日武装起义。1937年12月24日，天福山起义爆发，山东人民抗日救国军第三军（以下简称“第三军”）成立。天福山起义后，起义部队西进，理琪等几个特委主要负责人则到威海卫发动了1938年1月15日的威海武装起义。国民政府威海卫管理公署专员孙玺风在离职后把专员公署库存的近百支枪和大宗军用物资交给了中共胶东特委。1月19日，天福山起义和威海起义的两支队伍合编，成立了第三军司令部，理琪任司令员，林一山任政治部主任，还成立了第三军军政委员会，理琪任军政委员会主席，所属部队整编为两个大队和一个特务队。
1938年2月初，3000多名侵华日军自青岛沿青烟公路东犯。2月3日，日军占领了烟台，设置了胶东善后委员公署。胶东地区的国民政府官员和部队多进行了逃走或规避，如原驻牟平城的国民政府牟平县保安大队大队长张建勋，在日军占领牟平前夕，就把队伍拉到昆嵛山后的龙泉汤。2月5日，日军占领了烟台以东60华里的牟平县城，并以胶东善后委员公署的名义委任宋健吾为伪县长，建立了伪政权。日军随后即撤回了烟台，牟平城内兵力只剩武装商团和公安局的警察。同时，理琪率第三军从文登出发西上抗日，到达文登、牟平两县交界距牟平县城将近100华里的崔家口村一带，待机与日军作战。2月7日，退守昆嵛山北麓的张建勋向当时中共在牟平县做士兵运动工作的贺致平表示有意准备攻打牟平县城，贺致平写信向理琪报告这一情况。理琪分析后认为攻打牟平城有很多的有利条件：伪政权立足未稳；可提高抗战胜利信心；可锻炼部队作战经验，鼓舞战斗意志；可夺取敌人武器来武装自己；和友军协同作战有利于扩大和巩固抗日民族统一战线。于是决定胶东特委副书记吕志恒率领二大队留守崔家口，理琪率一大队袭击牟平城。

## 战斗过程
1938年2月12日黄昏，理琪率第三军第一大队及特务队由崔家口向牟平县城长途奔袭。当时，第一大队辖3个中队，每个中队约20余人，连同特务队共近百人，其中主要领导干部有：司令员理琪、政治部主任林一山、大队长孙端夫、政治委员宋澄、副大队长司绍基，一中队队长柏永升、指导员张玉华，二中队指导员姜克，三中队队长阎世印、指导员刘仲华，特务队队长杜梓林、指导员孙镜秋等。
经一夜急行军，理琪率部于2月13日黎明到达牟平县城南5华里的八里塂山岗，同时城内侦查员回报，敌人未发觉第三军，城里毫无动静。理琪同其他干部观察地形后，决定由他、林一山及第一大队的领导率一、二中队、特务队从南门主攻，由各部抽出部分兵力从东门策应攻城，并派三中队到牟平城西10里的辛安河破坏桥梁担任烟台方向的警戒任务。
由于城内武装完全没有发觉，南路的特务队首先缴了南门岗哨的枪，占领了城楼。一中队和二中队随即沿大街两侧直逼县政府。东路部队攻到东关时，驻守在准提庙的商团团丁40人未经接战就撤回城里，第三军随后追到商团驻地将商团武装全部俘虏缴械，活捉了副会长常继武等人。两路攻城队伍不久后在县政府门前会合，理琪指挥部队冲进政府大院后宅，俘虏了伪县长宋健吾等一批官员。接着俘虏了县公安局的警察，活捉了伪公安局长王紫岩。经过这一战斗，第三军共俘虏了100余人，缴枪近百支，并且迅速地结束了战斗。
特务队队长杜梓林则率领战士在街头高喊抗日口号，同时第三军战士也积极向群众宣传共产党的政策和抗日救国的道理，在大街上张贴抗日标语。上午10点钟，第三军释放了除宋健吾等几个主要官员之外的大部分俘虏，携带所缴获的枪支弹药撤离了牟平县城。撤出县城后，理琪率部进入城南山区休整，指挥部在离县城东南3华里的雷神庙开会。雷神庙是个独立的四合院，有正殿、东西两厢和南倒厅，四周是砖石围墙，大门朝南，西北角有便门。建筑与院子占地面积500多平方米，庙外东、南、西三面都是开阔地，北面200米处为一村庄。攻城指挥部命战士们在庙内休息待命，并与来给战士们送饭食的群众一起交谈。理琪、林一山和大队干部等在南倒厅开会，研究下一步的行动。
由于会议对下一步应该在牟平县城就地建立抗日政权，还是离开县城到山区建立抗日根据地，亦或是在既临近县城又背靠山区的地方打游击，一直没有达成统一的意见，所以会议就一直拖延了下去。在会议过程中，日军飞机曾三次飞临牟平县城上空侦察。对此，第三军的领导们虽有所警觉，但因已在西门外的辛安河派出三中队阻击烟台敌军，且派出一中队一部在附近警戒，并未十分重视。所以仅在敌机第二次飞临时，令主力押着俘虏先行转移，会议仍继续进行，留在庙内的第三军指战员只有理琪、林一山等20余人。
中午12点后，参与会议的多数人都赞成立即转移，但在部队正准备转移的时候，突然发现日军已经包围了雷神庙。原来，驻守烟台的日本海军陆战队接到牟平县城被袭的消息后，在飞机的掩护下，乘汽车迅速赶到牟平县城。而第三军负责阻击和警戒部队的战士，缺乏战斗经验，在未报警的情势下自行撤走转移，因此日军得以迅速将雷神庙四面包围。见到日军已逼近围墙和大门，庙周围到处都响起枪声，理琪果断放弃突围，坚守庙房。战斗中理琪腹部连中三弹，理琪忍着剧痛，鼓励大家坚持到黄昏突围。林一山手腕被打伤，腿部中弹后仍坚持指挥战斗。杜梓林则在院墙上吸引日军火力时中弹牺牲。天色渐暗，下起了大雪，日军放火点燃了南倒厅，但大火又阻碍了日军的进攻。南倒厅被大火焚毁时天已大黑，第三军获得了突围的时机。这时，张建勋已率部到达牟平县城，在他的策应下宋澄率庙内部队从便门突围。脱离围困后，庙内部队到离雷神庙南2里的杨岚村休息，此时理琪已不幸牺牲，年仅三十岁，战友们安置了他的遗体后继续撤退，于2月14日回到了崔家口。
雷神庙战斗从午后打到晚上八九点钟，共激战七八个小时。在东厢外窗上的一块0.8平方米的铁皮雨搭板上，竟有138个弹洞，庙内现存的石碑、石础上，也是弹痕累累，可见当时战斗之激烈。这一战，第三军以少数缺乏战斗经验的指战员和劣势装备，在面对数倍于他们的日军时，击退了日军的数次进攻，毙伤日军50余人、烧毁敌汽车数辆。